# BLN.FM
BLN.FM war ein nicht-kommerzieller Internetradiosender aus Berlin. Auf der eigenen Website wurde von 2009 bis 2019 ein Online-Magazin mit Terminkalender, Interviews, Features, Plattenkritiken, Veranstaltungshinweisen und aktuellen Meldungen aus dem Berliner Stadtleben angeboten. Getragen und finanziert wurde der Sender durch den Unterstützerverein BLN.FM e.V.

## Musikprogramm
BLN.FM spielte Neuerscheinungen aus dem elektronischen Bereich (wie Elektro, elektronischer Indie, Disco, Ambient, House, Dubstep), je nach Tageszeit von einer Musikredaktion zu Rotationen zusammengestellt. Morgens wurde Disko, Downbeat und Deep House gespielt, tagsüber Elektro-Pop und Techhouse, nachmittags Elektro und abends House, Minimal und Dubstep. Neben der normalen Rotation wurden auch eigene Shows produziert und gesendet.

## Redaktion
Für BLN.FM arbeiteten Journalisten mit Erfahrung in etablierten Medien (Fritz, [030], Radio Eins, KissFM). Die Redaktion untergliederte sich in eine Redaktion, die wöchentlich Neuerscheinungen prüfte und für die Playlist zusammenstellte. Es gab eine Textredaktion mit angeschlossener Terminredaktion, die sich um die Inhalte des Online-Magazins kümmerte. Die Autoren des Magazins waren Musikproduzenten, DJs, Radiomoderatoren, Softwaredesigner, Grafiker oder Blogger.

## Shows
- Schmidtagspause – Talksendung mit Jessica Schmidt
- Cinerama – Kinoformat mit Victor Redman
- ED’s World Of Music – Clubmusik mit Corin Arnold aka ED2000
- Fast Rewind and Forward – Retro-Schätze und Interviews mit Wolfgang Kerner
- Frischfleisch – Neues zwischen Indietronic bis Techno mit Tim Thaler (Björn Krass) und anderen Moderatoren
- #diesdasananas mit DJ Reaf
- TresenTalk mit Zoe und Jessie
- Not Your Girlfriend mit Sarah
- Caramelmafia mit Dennis